# Catedral de San Juan (Limerick)
La Catedral de San Juan (en inglés: St John's Cathedral) es una catedral católica en Limerick, Irlanda. Construida en 1861 y diseñada por el arquitecto Philip Charles Hardwick, ha estado en uso continuo desde entonces. La capilla que esta reemplazó fue fundada en 1753. Las obras de restauración más recientes se llevaron a cabo fue en 2003/2004 en el techo y mampostería exterior. Es una catedral católica, siendo la otra catedral de la ciudad, la Catedral de Santa María, de la iglesia Anglicana. El edificio tiene la torre más alta en Irlanda, con 94m, que además es la estructura más alta de Limerick. Pertenece a la diócesis de Limerick.